# Georgi Syrmow
Georgi Zdrawkow Syrmow (bułg. Георги Здравков Сърмов, ur. 7 września 1985 w Burgasie) – piłkarz bułgarski grający na pozycji pomocnika. Od 2016 roku jest zawodnikiem klubu Beroe Stara Zagora.

## Kariera klubowa
Swoją karierę piłkarską Syrmow rozpoczął w klubie Nafteks Burgas. W 2003 roku awansował do kadry pierwszego zespołu Nafteksu i w sezonie 2003/2004 zadebiutował w jego barwach w bułgarskiej pierwszej lidze. W zespole Nafteksu występował do końca sezonu 2005/2006.
Latem 2006 roku Syrmow przeszedł do Lewskiego Sofia. W nim swój debiut zanotował 9 września 2006 w zwycięskim 8:0 wyjazdowym meczu z Markiem Dupnica. W sezonie 2006/2007 wywalczył z Lewskim mistrzostwo Bułgarii oraz zdobył Puchar Bułgarii. Latem 2007 sięgnął po Superpuchar Bułgarii. Z kolei w 2009 roku ponownie został mistrzem kraju i zdobył swój drugi bułgarski superpuchar.
Latem 2010 roku Syrmow przeszedł do tureckiego klubu Kasımpaşa SK. W jego barwach zadebiutował 27 września 2010 roku w przegranym 2:6 domowym spotkaniu z Fenerbahçe SK.
W sezonie 2013/2014 Syrmow grał w Botewie Płowdiw. Latem 2014 wrócił do Lewskiego. Jesienią 2015 grał w ACS Poli Timișoara, a wiosną 2016 został zawodnikiem Beroe Stara Zagora.
| Sezon   | Klub               | Kraj     | Rozgrywki | Mecze | Bramki |
| ------- | ------------------ | -------- | --------- | ----- | ------ |
| 2003/04 | Nafteks Burgas     | Bułgaria | A PFG     | 3     | 0      |
| 2004/05 | Nafteks Burgas     | Bułgaria | A PFG     | 18    | 1      |
| 2005/06 | Nafteks Burgas     | Bułgaria | A PFG     | 22    | 1      |
| 2006/07 | Lewski Sofia       | Bułgaria | A PFG     | 18    | 2      |
| 2007/08 | Lewski Sofia       | Bułgaria | A PFG     | 22    | 1      |
| 2008/09 | Lewski Sofia       | Bułgaria | A PFG     | 24    | 2      |
| 2009/10 | Lewski Sofia       | Bułgaria | A PFG     | 19    | 2      |
| 2010/11 | Kasımpaşa SK       | Turcja   | Süper Lig | 16    | 0      |
| 2011/12 | Kasımpaşa SK       | Turcja   | Süper Lig | 28    | 0      |
| 2012/13 | Kasımpaşa SK       | Turcja   | Süper Lig | 22    | 0      |
| 2013/14 | Botew Płowdiw      | Bułgaria | A PFG     | 30    | 2      |
| 2014/15 | Lewski Sofia       | Bułgaria | A PFG     | 15    | 2      |
| 2015/16 | ACS Poli Timișoara | Rumunia  | Liga I    | 15    | 0      |
| 2015/16 | Beroe Stara Zagora | Bułgaria | A PFG     |       |        |

## Kariera reprezentacyjna
W 2006 roku Syrmow rozegrał jeden mecz w reprezentacji Bułgarii U-21. W dorosłej reprezentacji zadebiutował 26 marca 2008 w wygranym 2:1 towarzyskim spotkaniu z Finlandią, rozegranym w Sofii.